# دانشگاه بهداشت و علوم اورگن
دانشگاه بهداشت و علوم اورگن (به انگلیسی: Oregon Health & Science University) یک از معتبرترین دانشگاه های عمومی در حوزه پزشکی و علوم زیستی است که محل اصلی آن در شهر پورتلند ایالت اورگن ایالات متحده آمریکا می‌باشد و شامل سه بیمارستان و همچنین شعبه‌ای در هیلزبورو است.
ابتدا در سال ۱۹۷۴ با نام «دانشگاه مرکز علوم پزشکی اورگن» از ادغام مراکز آموزشی «دندانسازی» و «پزشکی» و «پرستاری» در یک مرکز به وجود آمد و سپس در سال ۱۹۸۱ به «دانشگاه علوم پزشکی اورگن» تغییر نام یافت و نهایتاً در سال ۲۰۰۱ با ادغام شدن در «موسسه تحصیلات تکمیلی علوم و تکنولوژی اورگن» در «هیلزبورو» به نام فعلی آن یعنی «دانشگاه علوم و بهداشت اورگن» تغییر نام یافت.
برنامه‌های دانشگاه در سطح ملی دارای رتبه‌های بسیار بالا هستند. دانشکده پزشکی در رتبه پنج برتر در حوزه مراقبت‌های اولیه قرار دارد و برنامه رزیدنتی پزشکی خانواده توسط U.S. News & World Report به عنوان رتبه اول معرفی شده است. همچنین، برنامه رزیدنتی چشم‌پزشکی تحت نظارت مؤسسه Casey Eye در سال ۲۰۲۰ توسط Ophthalmology Times در میان ۱۰ برنامه برتر قرار گرفت. این دانشگاه طبق طبقه‌بندی کارنگی به عنوان یک "مؤسسه ویژه با تمرکز بر تحقیقات" شناخته می‌شود. اولین استفاده‌ی درون‌تنی (in-vivo) از ابزار ویرایش ژنوم کریسپر-کس۹ (Crispr-Cas9) در سال ۲۰۲۰ در مؤسسه چشم‌پزشکی کیسی در دانشگاه علوم پزشکی اورگن انجام شد. هدف از این عمل، اصلاح جهش ژنتیکی عامل بیماری لبر آموروزیس مادرزادی (Leber congenital amaurosis) بود؛ نوعی نابینایی ارثی.
در رتبه بندی موسسه یو اس نیوز این دانشگاه در رتبه ۳ شاخه ی مراقبت های اولیه و ۳۰ در حوزه ی تحقیقات پزشکی قرار دارد. پذیرش در دانشگاه علوم و بهداشت ارگون دارای رقابت بسیار بالایی است، به طوری که سالانه ۶۵۰۰ داوطلب برای تنها ۱۵۰ صندلی رقابت می کنند. 

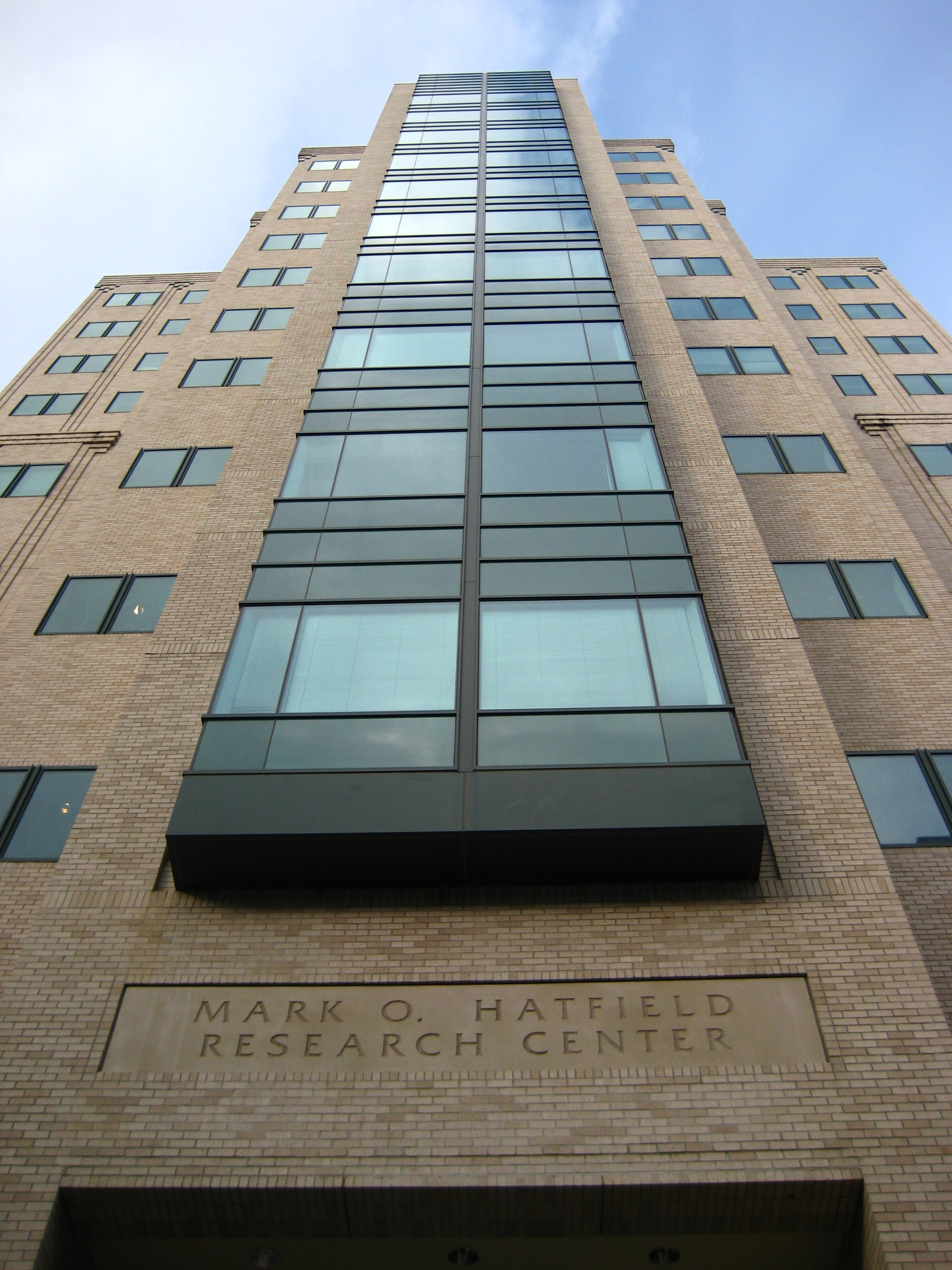
مرکز تحقیقاتی «مارک هتفیلد
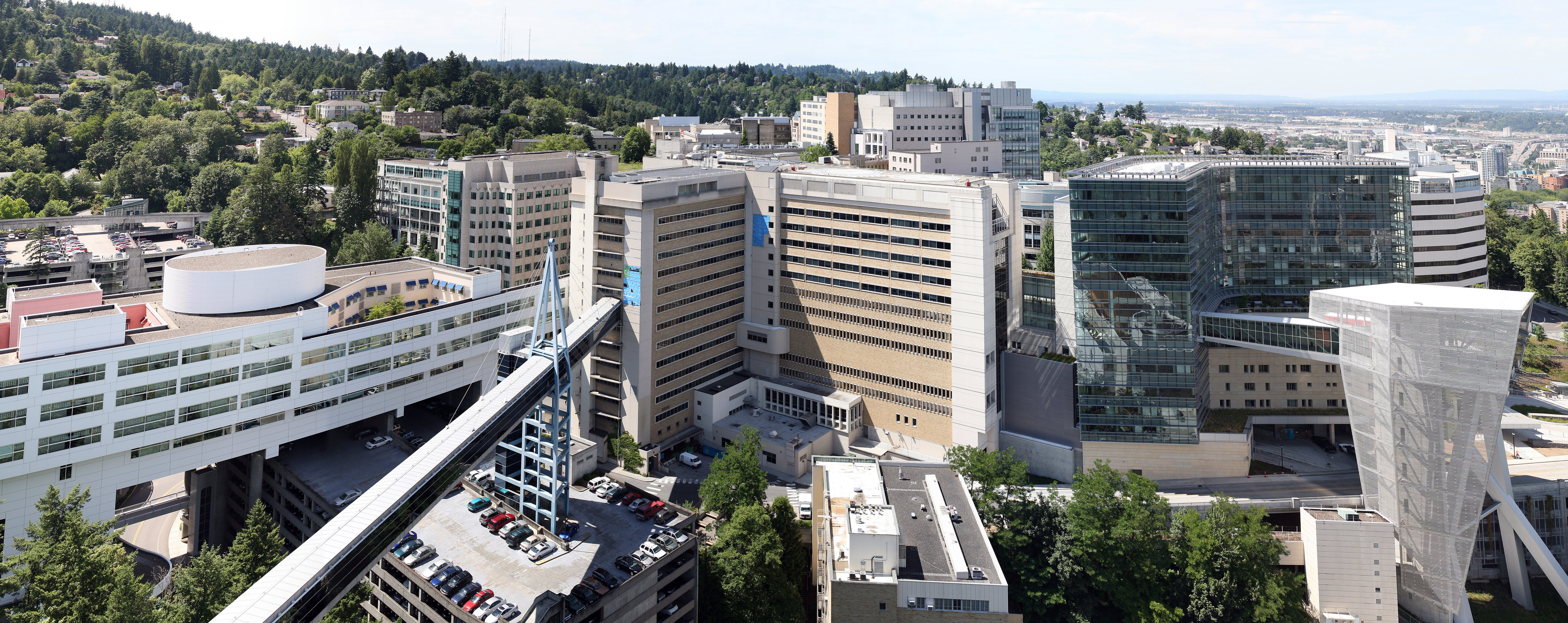
تصویری از ساختمانهای دانشگاه